# Khanato degli Zungari

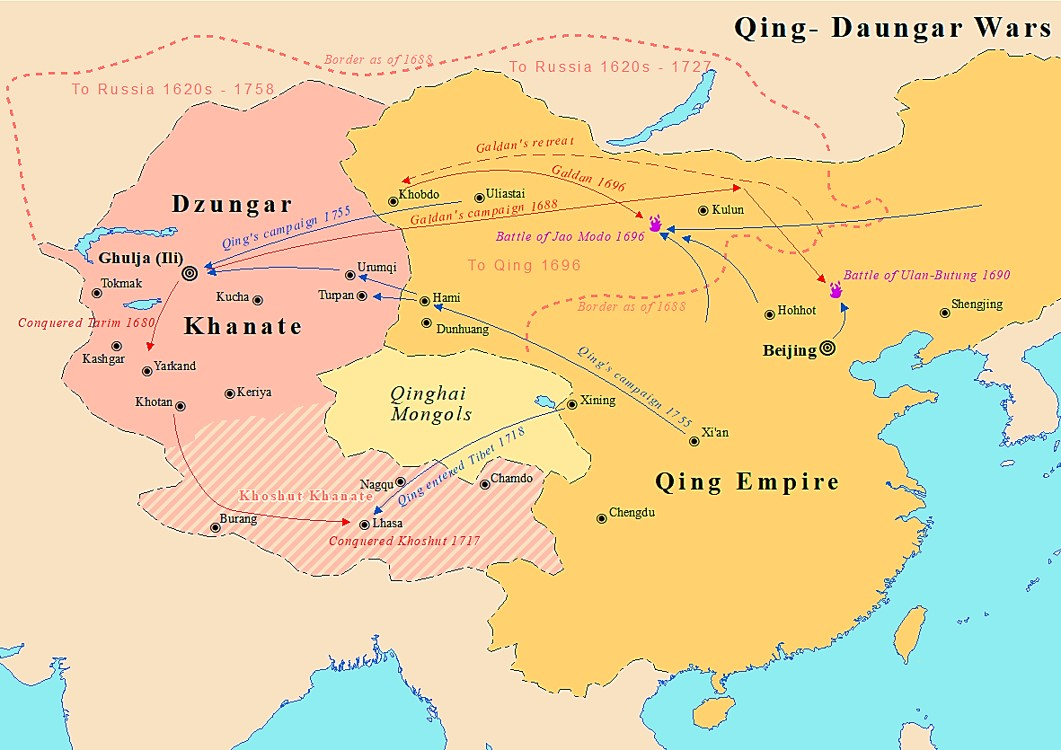
Il khanato in guerra con la Cina nel '600.

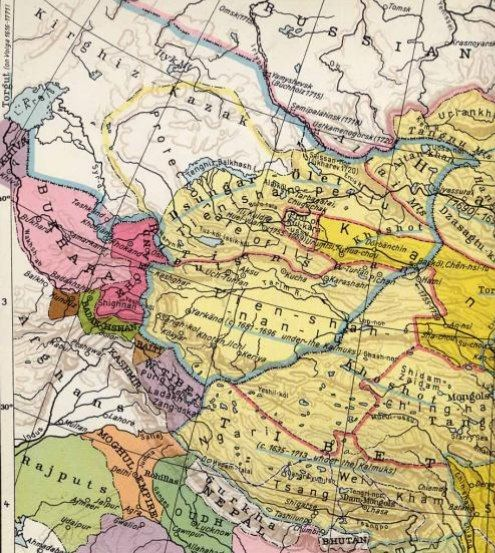
Il Khanato nel 1750 (cerchiato in blu).

Il Khanato degli Zungari fu un impero nomade delle steppe eurasiatiche, tra gli imperi più vasti del suo tempo con una superficie apicale di 6,4 milioni di km2 nel 1675. Copriva una vasta area geografica che si articolava tra una regione chiamata Zungaria (corrispondente alla porzione settentrionale dell'odierna provincia cinese nord-occidentale dello Xinjiang e, in misura minore, ai territori occidentali della Mongolia e a quelli orientali del Kazakistan) e le regioni immediatamente ad ovest della Grande muraglia cinese, vale a dire a quasi l'intero Kazakistan, all'odierno Kirghizistan e a una buona parte della Siberia meridionale. 
Nel 1678, Galdan riceve dal Dalai lama il titolo di Boshogtu Khan, confermando così gli zungari come la tribù egemone in seno all'ethnos della popolazione degli Oirati, benché i governanti zungari portassero storicamente il titolo di Khong Tayiji (derivante dal titolo cinese Huang Taizi, traducibile come "principe coronato"). A seguito delle morti del Galdan Boshogtu Khan nel 1697 e del suo successore Tsewang Arabtan nel 1727, il kanato cadde in un declino da cui mai si riprenderà, fino a essere condotto a una graduale annessione alla Cina durante la Dinastia Qing tra il 1756 e il 1759.